# Corticium
Corticium Pers. (powłocznik) – rodzaj grzybów z rodziny powłocznikowatych (Corticiaceae).

## Charakterystyka
Większość gatunków to nadrzewne grzyby saprotroficzne, ale niektóre rozwijają się na ściółce leśnej, są też grzyby mszakolubne, jeden gatunek to grzyb naporostowy. Grzyby nadrzewne to grzyby kortycjoidalne o bazydiokarpie rozpostartym i rozproszonym. Powierzchnia hymenialna gładka, o jaskrawej barwie. System strzępkowy monomityczny, strzępki generatywne o różnej grubości ściany, ze sprzążkami. Cystyd brak, występują natomiast liczne dendrohyfidy tworzące katahymenium. Podstawki duże, cylindryczne, maczugowate lub rurkowate, faliste, w części podstawnej grubościenne. Wyrastają z subikulum w postaci grubościennych probazydiów, w warstwie dendrohyfid ulegając wydłużeniu. Bazydiospory elipsoidalne, cylindryczne lub jajowate, cienkościenne, gładkie, nieamyloidalne. Wysyp zarodników różowy.
Corticium jest dobrze wyodrębnionym rodzajem. Wśród grzybów kortycjoidalnych wyróżnia się szklistymi dendrohyfidami, różowym wysypem zarodników, wzrostem na nieokorowanym martwym drewnie i brakiem cystyd. Różni się od Dendrocorticium grubościennymi probazydiami, bazydiosporami o długości zwykle większej od 12 μm i różowym wysypem zarodników.

## Systematyka i nazewnictwo
Pozycja w klasyfikacji: Corticiaceae, Corticiales, Incertae sedis, Agaricomycetes, Agaricomycotina, Basidiomycota, Fungi (według Index Fungorum).
Synonimy naukowe: Laeticorticium Donk, Lyomyces P. Karst., Mycinema C. Agardh.
Polską nazwę nadał Stanisław Chełchowski w 1898 r. W polskim piśmiennictwie mykologicznym należące do tego rodzaju gatunki opisywane były także jako nalotek i korak.
Gatunki występujące w Polsce:
- Corticium boreoroseum Boidin & Lanq. 1983[6]
- Corticium confine Bourdot & Galzin 1911[6]
- Corticium erikssonii Jülich 1982[6]
- Corticium roseum Pers. 1794 – powłocznik różowy

Nazwy naukowe na podstawie Index Fungorum. Wykaz gatunków i nazwy polskie według Władysława Wojewody i innych.